# DJ Premier

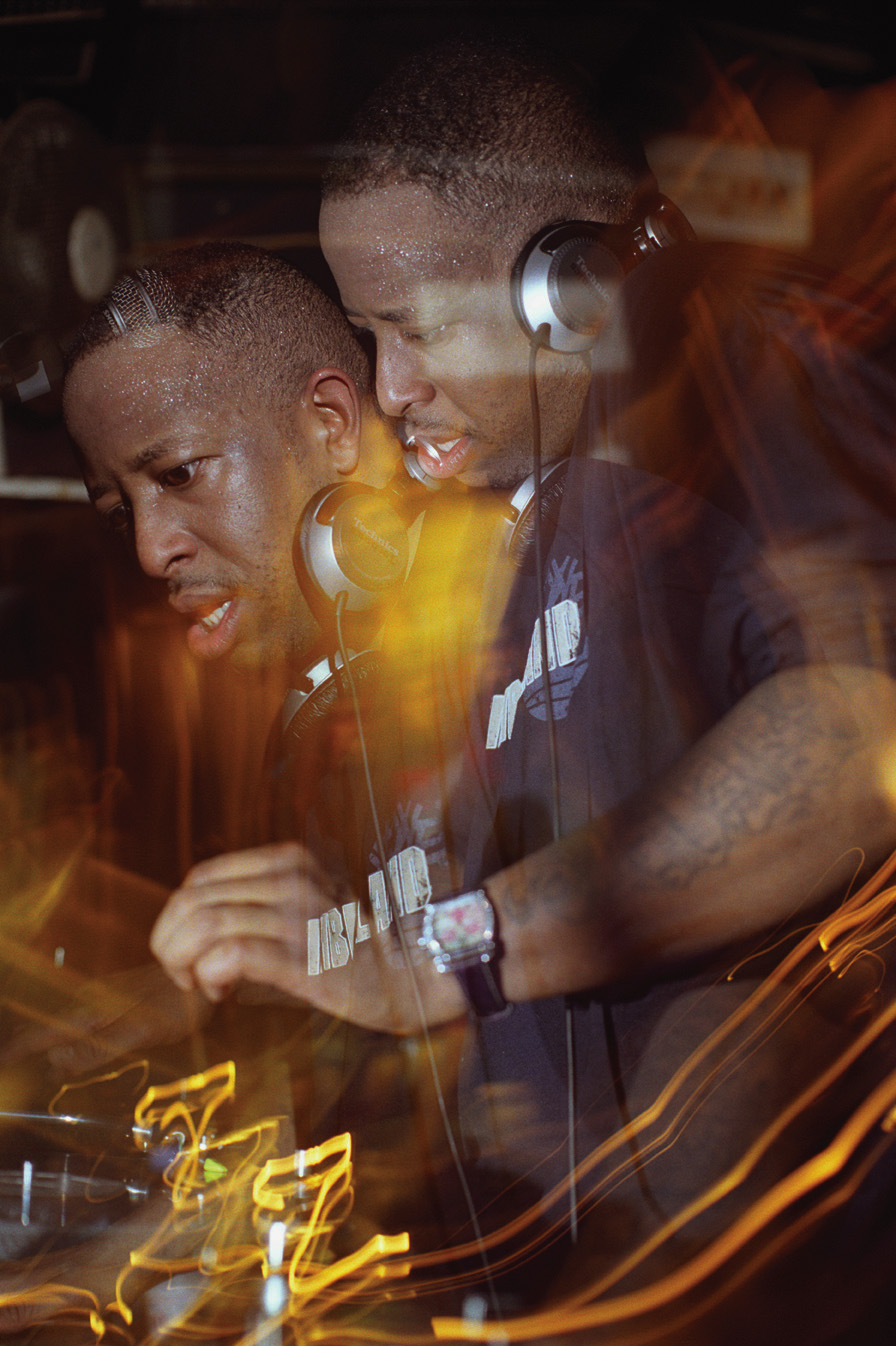
DJ Premier (2001)

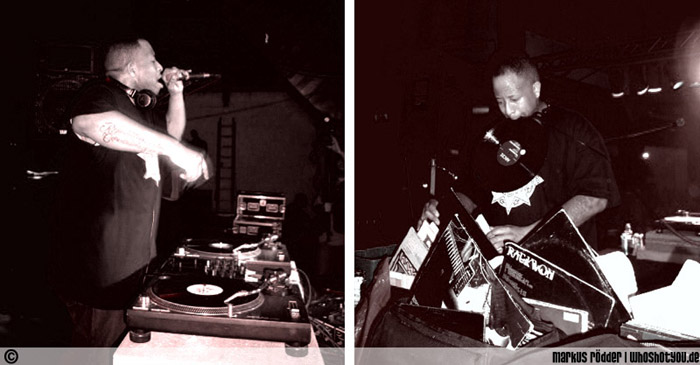
DJ Premier bei der Arbeit (2008)

DJ Premier (* 21. März 1966 in Houston, Texas; bürgerlich Christopher Edward Martin), auch Preemo, ist ein US-amerikanischer Hip-Hop-DJ und Produzent. Er gilt als einer der einflussreichsten und wichtigsten Produzenten des Hip-Hop der amerikanischen Ostküste.

## Biografie
Nach dem erfolglosen Versuch mit seiner alten Gruppe ICP einen Plattenvertrag zu bekommen, lernte der aus Houston, Texas stammende Premier (damals noch als Waxmaster C bekannt) im Jahr 1988 den MC Guru über das gemeinsame Label Wildpitch Records kennen. Die beiden beschlossen, nach Brooklyn zu ziehen und bildeten das erfolgreiche Hip-Hop-Duo Gang Starr.
Produzierte DJ Premier anfangs ausschließlich für die eigene Gruppe, verschaffte ihm sein markanter Stil schon bald beachtlichen Respekt in der Szene. Er wurde schließlich zu einem der gefragtesten Produzenten des Underground-Hip-Hop der 1990er und arbeitete mit Künstlern wie Group Home, Jay-Z, Jeru The Damaja, KRS-One, M.O.P., Afu-Ra, Nas, Notorious B.I.G., Mos Def, GZA, Talib Kweli oder Rakim zusammen.
In seinen Produktionen verwendet Premier häufig Jazz-, aber auch Funk- und Soul-Samples, was ihnen anfangs den Aufdruck Jazz-Rap verlieh, den er selbst jedoch nie übernahm. Ebenso setzt er DJ-Techniken wie das Scratchen ein und verarbeitet frühere Werke eines Künstlers zu einem Refrain.
Obwohl Premier vor allem für seine Arbeiten als Produzent bekannt ist, versteht er sich selbst in erster Linie als DJ. Aus seinem Namen leitet sich sein Anspruch ab, zu den besten seines Fachs zu gehören und stets die Richtung vorzuweisen.
2002 gründete DJ Premier das Label Year Round Records und kaufte 2004 die New Yorker D&D Studios, in denen er bis zu deren Schließung im Jahr zuvor ausschließlich aufnahm. 2006 nahm er mit Christina Aguilera einige Stücke für ihr Album Back to Basics auf. 2011 nahm er zusammen mit Bushido einen Track für sein Album Jenseits von Gut und Böse auf.
2014 veröffentlichte DJ Premier das mit Royce da 5′9″-aufgenommene Album PRhyme unter dem eigens hierfür gegründeten gleichnamigen Label. 2018 veröffentlichte DJ Premier das mit Royce da 5′9″- aufgenommene Album PRhyme 2.

## Diskografie (Auswahl)
als DJ
- 1997: Crooklyn Cuts A,B,C,D
- 1998: Golden Years
- 1998: Haze Presents... New York Reality Check 101
- 2004: Step Ya Game Up
- 2004: New Zealand/Australia Tour Mixtape
- 2005: Step Ya Game Up Part II
- 2005: The Kings of Hip Hop Volume III
- 2005: Checc Ya Mail
- 2005: Holiday Hell
- 2006: God vs. Tha Devil
- 2006: No Talent Required
- 2007: Re-Program
- 2007: Inside lookin’ out
- 2007: Outside lookin’ in
- 2007: Everything I Am (Kanye West feat. DJ Premier, US: Gold)[2]
- 2008: Rare Play 1
- 2008: Beats That Collected Dust Vol. 1
- 2008: Time 4 change
- 2009: Rare Play 2

als Produzent

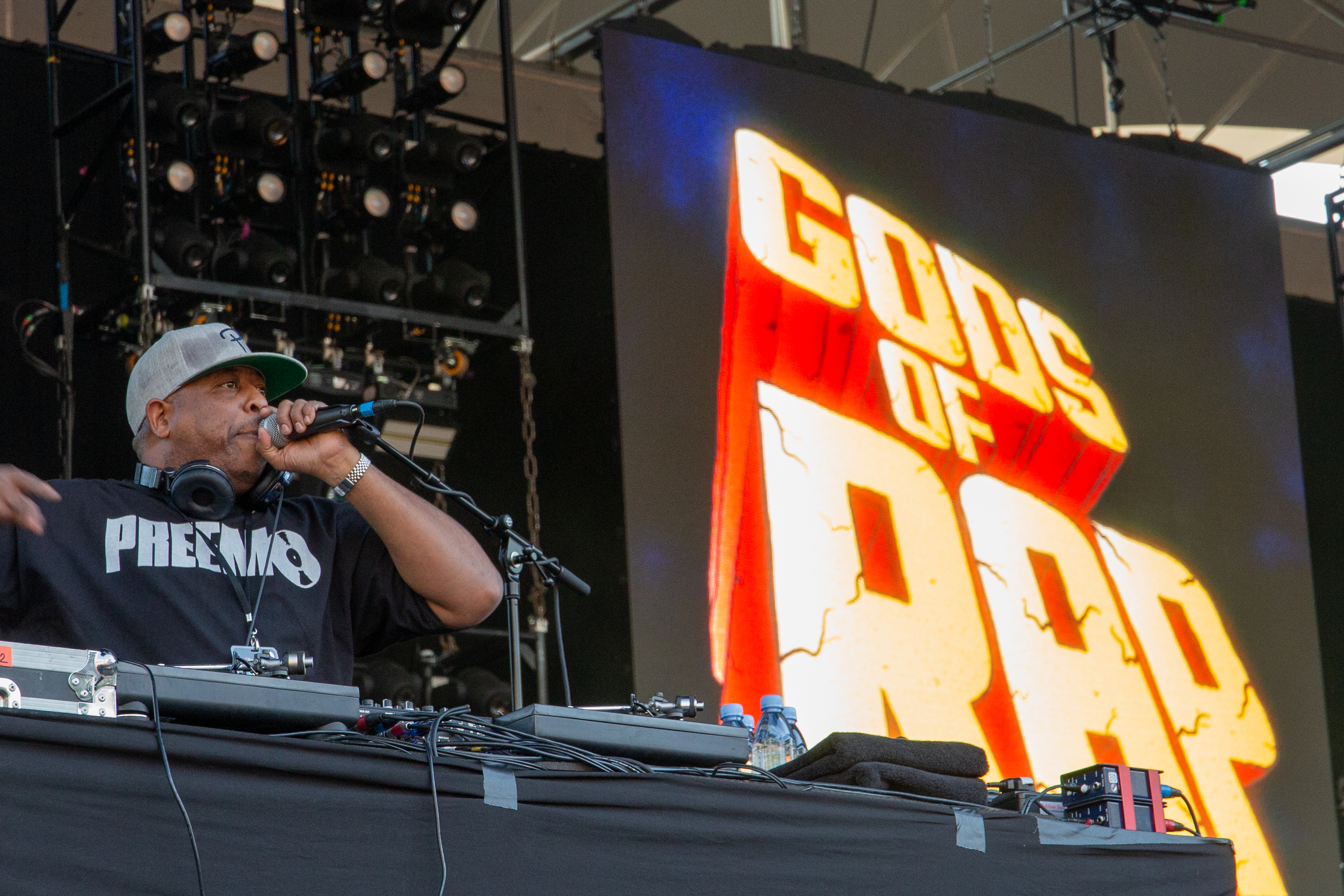
DJ Preemo, Gods of Rap Tour 2019

- 1989: No More Mr. Nice Guy (Gang Starr)
- 1990: The Funky Technician (Lord Finesse & DJ Mike Smooth)
- 1991: Step Into The Arena (Gang Starr)
- 1992: Daily Operation (Gang Starr)
- 1993: Return Of The Boom Bap (KRS-One)
- 1994: Illmatic (Nas)
- 1994: Buckshot Lefonque (Buckshot Lefonque)
- 1994: Hard To Earn (Gang Starr)
- 1994: The Sun Rises In The East (Jeru The Damaja)
- 1995: Livin’ Proof (Group Home)
- 1996: Kollage (Bahamadia)
- 1996: Reasonable Doubt (Jay-Z)
- 1996: Wrath Of The Math (Jeru The Damaja)
- 1996: Firing Squad (M.O.P.)
- 1998: Moment of Truth (Gang Starr)
- 1999: Full Clip: A Decade Of Gang Starr (Gang Starr)
- 2000: Defeat (Afu-Ra)
- 2000: Warriorz (M.O.P)
- 2003: The Ownerz (Gang Starr)
- 2009: Blaqprint (Blaq Poet)
- 2012: Kolexxxion (Bumpy Knuckles)
- 2014: PRhyme (mit Royce da 5′9″)
- 2018: PRhyme 2 (mit Royce da 5′9″)

Gastauftritte als Produzent
- 1994: Represent auf Illmatic (Nas)
- 1994: Unbelievable auf Ready to Die (Notorious B.I.G.)
- 1995: d’evils (Jay-Z auf reasonable doubt)
- 1995: Rappaz R. N. Dainja, MCs Act Like They Don't Know, Wannabemceez auf KRS ONE (KRS-One)
- 1996: I Gave You Power auf It Was Written (Nas)
- 1997: It’s Been a Long Time, New York (Ya Out There) auf The 18th Letter (Rakim)
- 1997: Kick in the Door, Ten Crack Commandements auf Life After Death (Notorious B.I.G.)
- 1997: Together Again (Remix) Janet Jackson
- 1997: A Million and One Questions (Jay-Z auf in my lifetime vol.1)
- 1998: Dat Gangsta Sh*t auf Don Cartagena (Fat Joe)
- 1998: N.Y. State of Mind Pt. II, Nas Is Like auf I Am… (Nas)
- 1999: Mathematics auf Black on Both Sides (Mos Def)
- 1999: When I B On Tha Mic, Waiting For The World To End auf The Master (Rakim)
- 1999: N 2 Gether Now auf Significant Other (Limp Bizkit)
- 2000: Defeat, Mic Stance, Equality, Monotony auf Body of the Life Force (Afu-Ra)
- 2000: The Big Picture (Intro), The Enemy, Platinum Plus auf The Big Picture (Big L)
- 2000: BEP Empire auf Bridging the Gap (Black Eyed Peas)
- 2000: R.N.S., Part of My Life auf Industry Shakedown (Freddie Foxxx)
- 2000: Recognize auf We Are the Streets (The Lox)
- 2000: The 6th Sense auf Like Water for Chocolate (Common)
- 2001: Clockwork auf Expansion Team (Dilated Peoples)
- 2001: Boom auf Rock City (Royce da 5′9″)
- 2001: 2nd Childhood auf Stillmatic (Nas)
- 2002: Rock Stars auf The Future Is Now (Non Phixion)
- 2003: P.A.I.N.E., Lazy! auf Konexion (Freddie Foxxx)
- 2006: Diverse auf Back to Basics (Christina Aguilera)
- 2006: The Format auf The Format (AZ)
- 2006: Diverse auf Who’s Hard? (Big Shug)
- 2006: Bang this, Message from Poet, Watch Your Back, Poet Has Come auf Rewind Deja Screw (Blaq Poet)
- 2007: Classic (Kanye West Feat. Rakim, Nas & KRS-One)
- 2008: MVP (Ludacris)
- 2008: Society is Brainwashed auf The Hour of Reprisal (Ill Bill)
- 2009: Something 2 Ride 2 auf Street Hop (Royce da 5′9″)
- 2009: Shake This auf Street Hop (Royce da 5′9″)
- 2009: Hood Love auf Street Hop (Royce da 5′9″)
- 2011: Gangster auf Jenseits von Gut und Böse (Bushido)
- 2022: Eazy (Kanye West & The Game)

→ siehe auch Gang Starr/Diskografie